# Adrian Stokes (Mediziner)
Adrian Stokes (* 9. Februar 1887 in Lausanne; † 19. September 1927 in Lagos) war ein irisch-britischer Bakteriologe, der die Übertragbarkeit des Gelbfiebervirus auf Affen nachwies, was die Grundlage für die spätere Impfstoffentwicklung durch Max Theiler bildete.
Stokes stammte aus einer bekannten Familie von Ärzten in Dublin, sein Großvater war der Arzt William Stokes. Sein Vater Henry John Stokes war Verwaltungsangestellter im Indian Civil Service. Stokes studierte ab 1905 Medizin am Trinity College in Dublin mit dem M. D. Abschluss 1911. Im Ersten Weltkrieg diente er im Royal Army Medical Corps und erhielt den DSO. 1919 wurde er Professor für Bakteriologie in Dublin und 1922 Professor für Pathologie am Guy’s Hospital in London. 1920 besuchte er Lagos um eine Hypothese des japanischen Bakteriologen Hideyo Noguchi zu testen, dass Gelbfieber durch ein Bakterium (Leptospira icteroides) ausgelöst würde, was durch Stokes selbst und Max Theiler widerlegt wurde. Bei einem zweiten Besuch in Lagos gelang ihm ein wissenschaftlicher Durchbruch – er zeigte, dass das Gelbfiebervirus auf Rhesusaffen übertragbar war, die damit als Versuchstiere für die Impfstoffentwicklung dienen konnten. Ihm gelang dabei auch der Nachweis, dass bei der Gelbfieberübertragung zwischen Affen die Leptospira-Bakterien nicht mit übertragen wurden, womit diese als Erreger ausschieden. Bei den Versuchen steckte er sich allerdings selbst mit Gelbfieber an und starb an der Infektion (wie auch ein Jahr später Noguchi ebenfalls in Westafrika, als er seine Hypothese testen wollte).

## Werke
- Zusammen mit John Alfred Ryle und W. H. Tytler. Weil’s disease (Spirochaetosis ictero-hämorrhagica) in the British Army in Flanders. In: The Lancet, 27. Januar 1917 (Digitalisat)